# ビリー・テイラー・トリオ
| 専門評論家によるレビュー | 専門評論家によるレビュー |
| レビュー・スコア         | レビュー・スコア         |
| 出典                     | 評価                     |
| ------------------------ | ------------------------ |
| Allmusic                 | [ 1 ]                    |

『ビリー・テイラー・トリオ』(Billy Taylor Trio) は、アメリカ合衆国のジャズ・ピアニストであるビリー・テイラーが1953年から1954年にかけて作曲してシングルとして発表した作品を集めたプレスティッジ・レコードのアルバム。このアルバムは、1955年から1956年にかけて2枚のアルバムとしてリリースされ、その後1995年に1枚のCDとしてリリースされた。日本では、2013年にオリジナルのLP盤2枚に準じた内容により、CD2枚でリリースされている。

## トラックリスト
特記のない曲は、ビリー・テイラーの作曲作品。

### 1995年のCD
1. 誰にも奪えぬこの想い (They Can't Take That Away from Me)（ジョージ・ガーシュウィン、アイラ・ガーシュウィン）- 3:02
2. オール・トゥー・スーン (All Too Soon)（デューク・エリントン、カール・シグマン（英語版）) - 2:50
3. アクセント・オン・ユース (Accent on Youth)（ヴィー・ローンハースト (Vee Lawnhurst)、トット・シーモア (Tot Seymour)）- 3:03
4. ギヴ・ミー・ザ・シンプル・ライフ (Give Me the Simple Life)（ルーブ・ブルーム（英語版）、ハリー・ルビー（英語版））- 2:52
5. リトル・ガール・ブルー (Little Girl Blue)（ローレンツ・ハート、リチャード・ロジャース）- 4:29
6. マン・ウィズ・ア・ホーン (Man With a Horn)（エディ・デランジ（英語版）、ジャック・ジェニー (Jack Jenney])、ボニー・レイク (Bonnie Lake)）- 3:17
7. レッツ・ゲット・アウェイ・フロム・イット・オール (Let's Get Away from It All)（トム・アデア（英語版）、マット・デニス）- 2:21
8. ラヴァー (Lover)（ハート、ロジャース）- 4:48
9. クール・アンド・カレッシング (Cool and Caressing) - 3:21
10. フー・キャン・アイ・ターン・トゥ (Who Can I Turn To?)（レスリー・ブリッカス.（英語版）、アンソニー・ニューリー）- 3:22
11. マイ・ワン・アンド・オンリー・ラブ (My One and Only Love)（ロバート・メリン（英語版）、ガイ・ウッド（英語版））- 3:15
12. テンダリー (Tenderly)（ウォルター・グロス（英語版）、ジャック・ローレンス）- 3:17
13. アイヴ・ガット・ザ・ワールド・オン・ア・ストリング (I've Got the World on a String)（ハロルド・アーレン、テッド・ケーラー）- 2:59
14. バード・ウォッチャー (Bird Watcher) - 2:56
15. B.T’s D.T’s (B.T.'s D.T.'s) - 5:01
16. ヘイ・ロック (Hey Lock)（エディ・"ロックジョー"・デイヴィス（英語版））- 5:18
17. ザッツ・オール (That's All)（アラン・ブラント (Alan Brandt)、ボブ・ヘイムズ（英語版））- 3:05
18. イッツ・ザ・リトル・シングス・ザット・ミーン・ソー・マッチ (The Little Things That Mean So Much)（ハロルド・アダムソン（英語版）、テディ・ウィルソン）- 3:07
19. 首尾よく行けば (Nice Work If You Can Get It)（ガーシュウィン、ガーシュウィン）- 3:08
20. 飾りのついた四輪馬車 (The Surrey with the Fringe on Top)（オスカー・ハマースタイン2世、ロジャース）- 2:54

録音はいずれもニューヨークで、1952年11月18日（トラック1-4）、12月10日（トラック5-8）、1953年11月2日（トラック9-16）、12月29日（トラック17-20）におこなわれた。

### オリジナルLP盤
オリジナルのLP盤では、CDのトラック1-8 と 16 が「Vol. 1」、トラック9-15 と 17-20 が「Vol. 2」に相当しており、曲順も大きく異なっていた。
2013年にはこのトラックリストによるCD2枚の日本盤がリリースされた。
Volume 1
1. (A1) マン・ウィズ・ア・ホーン
2. (A2) レッツ・ゲット・アウェイ・フロム・イット・オール
3. (A3) オール・トゥー・スーン
4. (A4) 誰にも奪えぬこの想い
5. (A5) アクセント・オン・ユース
6. (A6) ギヴ・ミー・ザ・シンプル・ライフ
7. (B1) ラヴァー
8. (B2) リトル・ガール・ブルー
9. (B3) ヘイ・ロック

Volume 2
1. (A1) ザッツ・オール
2. (A2) イッツ・ザ・リトル・シングス・ザット・ミーン・ソー・マッチ
3. (A3) 首尾よく行けば
4. (A4) 飾りのついた四輪馬車
5. (A5) クール・アンド・カレッシング
6. (A6) テンダリー
7. (B1) アイヴ・ガット・ザ・ワールド・オン・ア・ストリング
8. (B2) バード・ウォッチャー
9. (B3) フー・キャン・アイ・ターン・トゥ
10. (B4) マイ・ワン・アンド・オンリー・ラヴ
11. (B5) B.T’s D.T’s

## パーソネル
- ビリー・テイラー – ピアノ
- アール・メイ（英語版） – ベース
- チャーリー・スミス（英語版）  – ドラムス